# 仲御徒町駅
仲御徒町駅（なかおかちまちえき）は、東京都台東区上野五丁目にある、東京地下鉄（東京メトロ）日比谷線の駅である。駅番号はH 17。

## 概要
当駅からは改札外通路で以下の3駅と接続している。
- 東京地下鉄（東京メトロ）上野広小路駅 - 銀座線
- 東京都交通局（都営地下鉄）上野御徒町駅 - 大江戸線
- 東日本旅客鉄道（JR東日本）御徒町駅 - 京浜東北線、山手線
- 車内放送などの乗り換え案内は、都営大江戸線のみ行われる。銀座線は隣の上野駅および銀座駅、JR線は隣接する上野駅および秋葉原駅での乗換が便利である。

大江戸線との乗り換えには乗り継ぎ割引が適用される。
2009年（平成21年）3月16日に、仲御徒町・上野広小路・上野御徒町の各駅と京成上野駅・上野駅を接続する地下通路が開通した。これら二駅は同一駅として扱っていない。

## 歴史
駅名の「仲御徒町」は、1964年（昭和39年）の住居表示実施まで存在した周辺地名（現在の上野南東部に相当）に由来する。
- 1961年（昭和36年）3月28日：帝都高速度交通営団（営団地下鉄）日比谷線の駅として開業[3]。開業当初は1番線ホーム（中目黒方面）のみを使用し、北千住側の片渡り線を使用して折り返していた[4]。
- 1994年（平成6年）3月：コンコース拡幅、乗換連絡通路新設など駅改良工事に着手。総工費約62億円[5]。
- 2000年（平成12年）12月12日：都営大江戸線上野御徒町駅開業に伴い、同駅および上野広小路駅との乗り換え業務を開始[6]。
- 2004年（平成16年）4月1日：帝都高速度交通営団（営団地下鉄）民営化に伴い、当駅は東京地下鉄（東京メトロ）に継承される[7]。
- 2007年（平成19年）3月18日：ICカード「PASMO」の利用が可能となる[8]。
- 2020年（令和2年）
  - 2月7日：発車メロディを導入[9]。
  - 11月28日：5番出入口および中央改札口の供用を開始[10]。

## 駅構造
島式ホーム1面2線を有する地下駅。昭和通り（国道4号）の真下に位置する。
銀座線乗り換えは、隣の上野駅および銀座駅が便利である。
大江戸線連絡に伴う改良工事に伴い、上野寄り改札へ向かう階段の増設とエスカレーターの新設、コンコースの拡幅および天井・床面・壁面が改装された。ホーム側壁にイラストが描かれているが、日比谷線では秋葉原駅に次ぐ例である。
トイレはいずれも改札内にあり、男性用・女性用トイレは地下中2階、多機能トイレは地下1階および地下3階に設置されている。
3番出口の反対側に、自転車駐輪場へ直結する出入口が設置されている。
車椅子用の階段昇降機がホーム - 上野寄り改札および4番出入口・大江戸線乗り換え通路に設置されている。2020年11月28日に、ホーム中程から地下3階（中央改札）を経由して地上へ上るエレベーターを備えた、5番出入口が新設された。
北千住側にA線（中目黒方面）からB線（北千住方面）へ転線する非常用の片渡り線があり、前述したとおり日比谷線の開業当初、北千住方面への折り返し用として使用していたものである
改良工事完成前の駅名標は、茅場町駅と同じ大型の長方形で前駅・当駅・次駅を全て下段に配していた。

### のりば
| 番線 | 路線     | 行先               |
| ---- | -------- | ------------------ |
| 1    | 日比谷線 | 中目黒方面         |
| 2    | 日比谷線 | 北千住・南栗橋方面 |

（出典：東京メトロ:構内図）

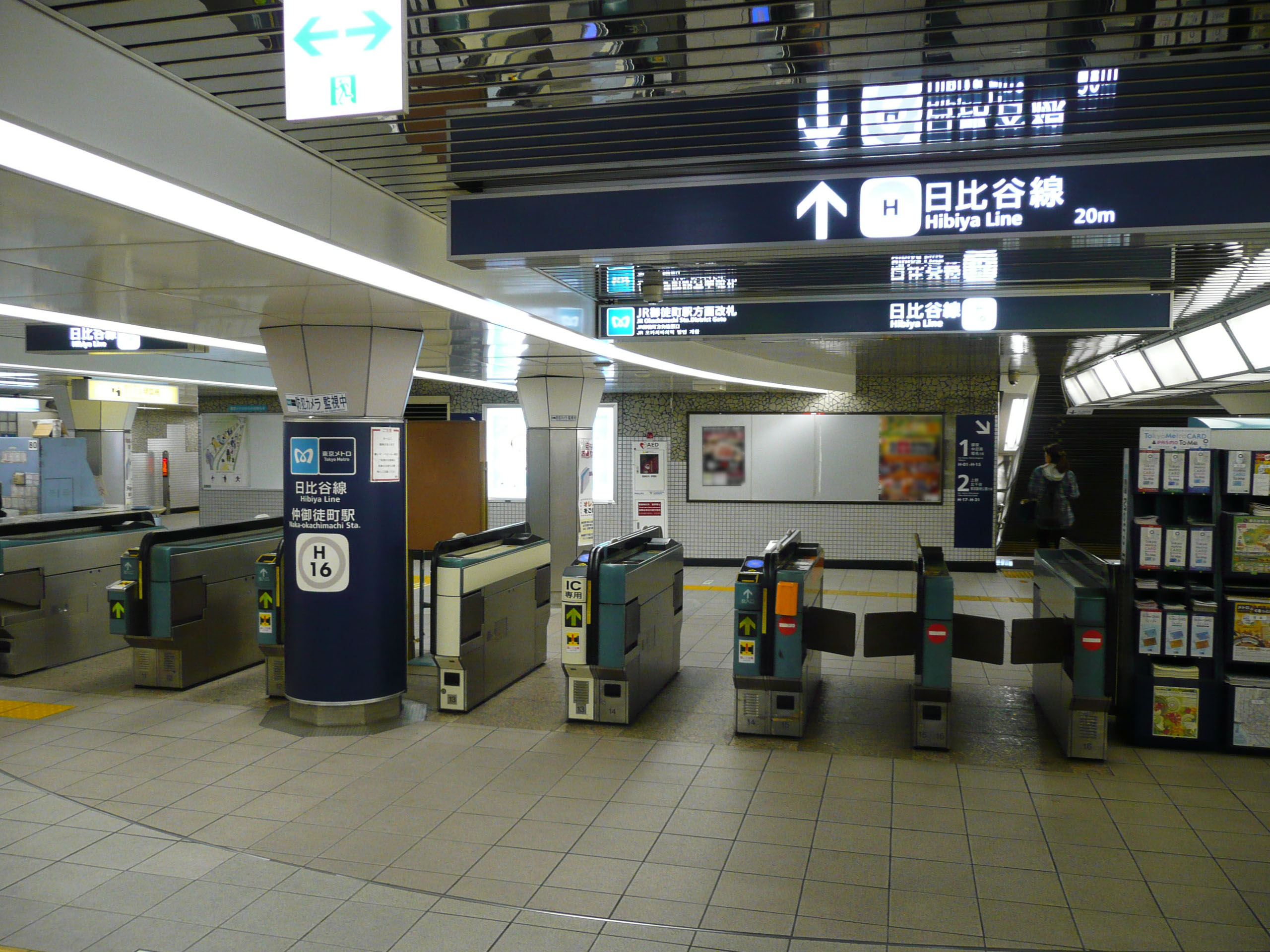
JR御徒町駅方面改札（2010年5月）
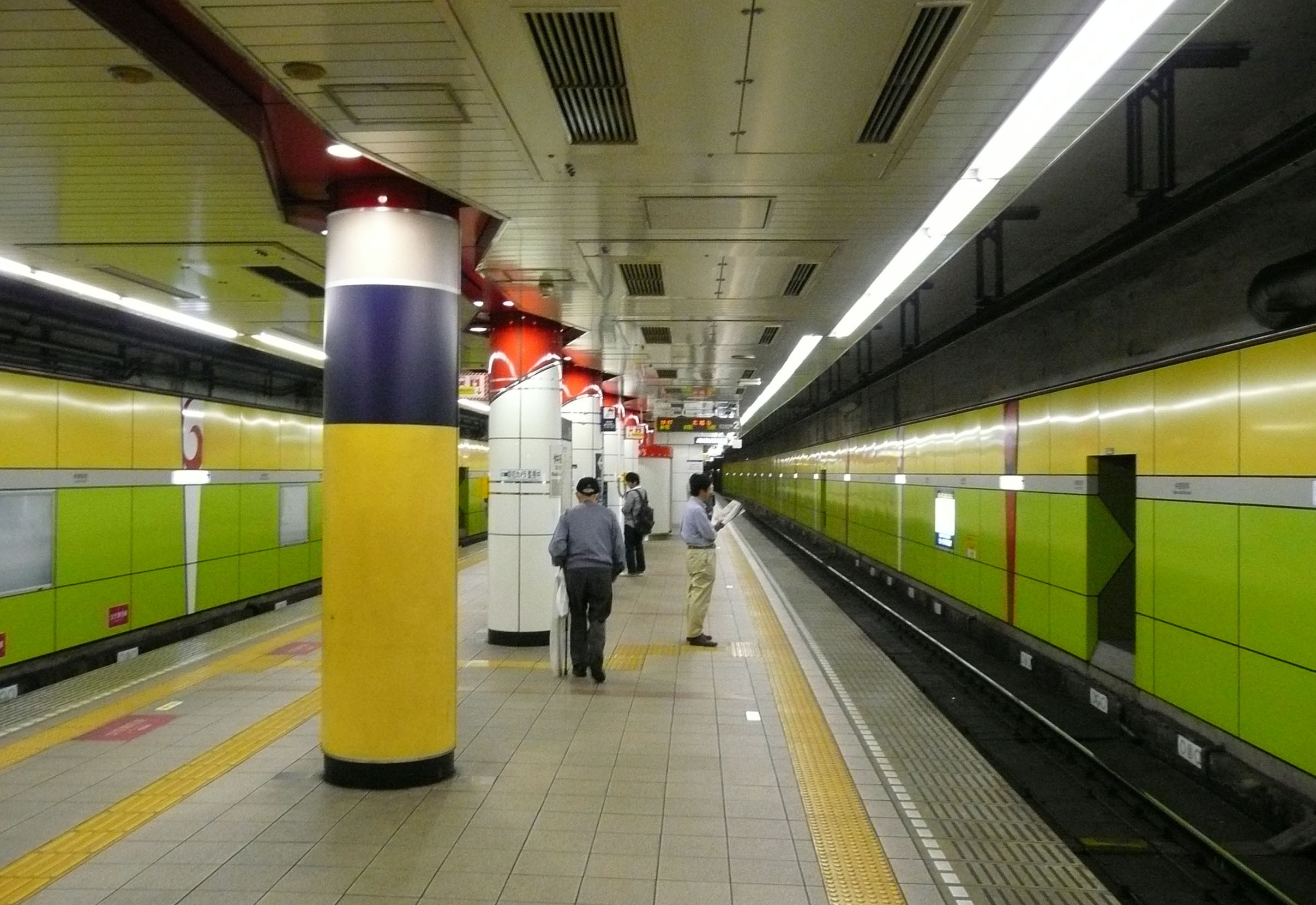
ホーム（2010年5月）

### 発車メロディ
2020年2月7日よりスイッチ制作の発車メロディ（発車サイン音）を使用している。
曲は1番線が「アッシュグレイ」（福嶋尚哉作曲）、2番線が「ゆれる袂」（大和優子作曲）である。

## 利用状況
2024年度の1日平均乗降人員は41,623人で、東京メトロ全130駅中87位である。この値は銀座線上野広小路駅との乗換人員を含まない。銀座線との乗換人員を含む1日平均乗降人員は2019年度で43,532人である。近年の1日平均乗降・乗車人員推移を下表で示す。
| 年度               | 1日平均 乗降人員 | 1日平均 乗車人員 | 出典     |
| ------------------ | ---------------- | ---------------- | -------- |
| 1990年（平成02年） |                  | 32,518           | [ * 1 ]  |
| 1991年（平成03年） |                  | 31,995           | [ * 2 ]  |
| 1992年（平成04年） |                  | 31,844           | [ * 3 ]  |
| 1993年（平成05年） |                  | 31,296           | [ * 4 ]  |
| 1994年（平成06年） |                  | 30,860           | [ * 5 ]  |
| 1995年（平成07年） |                  | 29,913           | [ * 6 ]  |
| 1996年（平成08年） |                  | 28,959           | [ * 7 ]  |
| 1997年（平成09年） |                  | 27,803           | [ * 8 ]  |
| 1998年（平成10年） |                  | 26,929           | [ * 9 ]  |
| 1999年（平成11年） |                  | 25,809           | [ * 10 ] |
| 2000年（平成12年） | 53,256           | 25,458           | [ * 11 ] |
| 2001年（平成13年） | 55,857           | 27,586           | [ * 12 ] |
| 2002年（平成14年） | 55,834           | 27,501           | [ * 13 ] |
| 2003年（平成15年） | 54,522           | 26,801           | [ * 14 ] |
| 2004年（平成16年） | 54,110           | 26,471           | [ * 15 ] |
| 2005年（平成17年） | 52,512           | 25,751           | [ * 16 ] |
| 2006年（平成18年） | 50,260           | 24,742           | [ * 17 ] |
| 2007年（平成19年） | 50,394           | 24,956           | [ * 18 ] |
| 2008年（平成20年） | 48,019           | 23,734           | [ * 19 ] |
| 2009年（平成21年） | 45,830           | 22,677           | [ * 20 ] |
| 2010年（平成22年） | 44,204           | 21,855           | [ * 21 ] |
| 2011年（平成23年） | 42,317           | 20,891           | [ * 22 ] |
| 2012年（平成24年） | 41,973           | 20,715           | [ * 23 ] |
| 2013年（平成25年） | 42,076           | 20,762           | [ * 24 ] |
| 2014年（平成26年） | 41,686           | 20,616           | [ * 25 ] |
| 2015年（平成27年） | 41,397           | 20,500           | [ * 26 ] |
| 2016年（平成28年） | 41,390           | 20,499           | [ * 27 ] |
| 2017年（平成29年） | 42,267           | 20,981           | [ * 28 ] |
| 2018年（平成30年） | 43,101           | 21,425           | [ * 29 ] |
| 2019年（令和元年） | 43,271           | 21,448           | [ * 30 ] |
| 2020年（令和02年） | 31,309           |                  |          |
| 2021年（令和03年） | 32,426           |                  |          |
| 2022年（令和04年） | 36,683           |                  |          |
| 2023年（令和05年） | 39,625           |                  |          |
| 2024年（令和06年） | 41,623           |                  |          |

## 隣の駅
東京地下鉄（東京メトロ）
 日比谷線
秋葉原駅 (H 16) - 仲御徒町駅 (H 17)  - 上野駅 (H 18)